# Ross Martin
Rosenblatt Martin, detto Ross (Gródek, 22 marzo 1920 – Ramona, 3 luglio 1981), è stato un attore polacco naturalizzato statunitense, conosciuto soprattutto per aver preso parte alla serie TV Selvaggio west negli anni sessanta.

## Biografia
Nato in Polonia da genitori ebrei, emigrò ancora bambino con la famiglia a New York. Dopo aver studiato legge e lingue straniere, intraprese la carriera di attore, debuttando a Broadway nel 1953.
L'esordio di Martin sul grande schermo risale al 1955 nel film di fantascienza La conquista dello spazio. Negli anni cinquanta e sessanta interpretò diversi ruoli in serie televisive quali Treasure Man in Action, The Big Story, Modern Romances, Avventure in fondo al mare, Mr. Lucky (1959-1960).
Durante gli anni sessanta fu protagonista di diversi film, tra i quali Operazione terrore (1962), che gli valse la candidatura al Golden Globe per il miglior attore non protagonista, Cerimonia infernale (1963), La grande corsa (1965). Dal 1965 al 1969 interpretò l'agente dei Servizi Segreti Artemus Gordon nella serie Selvaggio west, ottenendo una candidatura al Premio Emmy nel 1969.
Sostituito in Selvaggio west a causa di alcuni problemi di salute, in seguito continuò a recitare in numerose serie TV per tutti gli anni settanta e a lavorare al doppiaggio di cartoni animati. Nel 1973 interpretò il celebre detective Charlie Chan nel film televisivo The Return of Charlie Chan di Daryl Duke. Morì nel luglio 1981, all'età di 61 anni, a causa di un fatale attacco di cuore occorsogli dopo una partita di tennis a San Vicente Tennis Ranch, San Diego County Club of Ramona, California. La sua ultima apparizione, postuma, è datata 1983 nel film TV I Married Wyatt Earp. È sepolto al Mount Sinai Memorial Park Cemetery.

## Filmografia parziale

### Cinema
- La conquista dello spazio (Conquest of Space), regia di Byron Haskin (1955)
- Il colosso di New York (The Colussus of New York), regia di Eugène Lourié (1958)
- Operazione terrore (Experiment in Terror), regia di Blake Edwards (1962)
- Geronimo! (Geronimo), regia di Arnold Laven (1962)
- Cerimonia infernale (The Ceremony), regia di Laurence Harvey (1963)
- La grande corsa (The Great Race), regia di Blake Edwards (1965)
- The Return of Charlie Chan, regia di Daryl Duke (1973)

### Televisione
- Lights Out – serie TV, 4 episodi (1949-1951)
- The Alcoa Hour – serie TV, episodio 2x08 (1957)
- The Court of Last Resort – serie TV, episodio 1x16 (1958)
- Peter Gunn – serie TV, episodio 1x16 (1959)
- General Electric Theater – serie TV, episodio 7x17 (1959)
- Mr. Lucky – serie TV, 34 episodi (1959-1960)
- Ai confini della realtà (The Twilight Zone) – serie TV, episodi 1x13-4x06 (1960-1963)
- Michael Shayne – serie TV episodio 1x24 (1961)
- Bonanza – serie TV, episodio 4x34 (1963)
- The Dick Powell Show – serie TV, episodio 2x17 (1963)
- Vacation Playhouse – serie TV, episodio 2x04 (1964)
- Selvaggio west (The Wild Wild West) – serie TV, 104 episodi (1965-1969)
- L'immortale (The Immortal) - serie TV, un episodio (1970)
- Colombo (Columbo) – serie TV, episodio 1x04 (1971)
- Ellery Queen – serie TV, episodio 1x10 (1975)
- Charlie's Angels – serie TV, episodio 2x09 (1977)
- Wonder Woman – serie TV, episodio 2x17 (1978)
- Hawaii Squadra Cinque Zero (Hawaii Five-O) – serie TV, 5 episodi (1978-1979)
- Ho sposato Wyatt Earp (I Married Wyatt Earp) - film TV, regia di Michael O'Herlihy (1983)

## Doppiatori italiani
Nelle versioni in italiano delle opere in cui ha recitato, Ross Martin è stato doppiato da:
- Pino Locchi in Operazione terrore, Il colosso di New York
- Gianni Marzocchi in Selvaggio west
- Renato Turi in La grande corsa
- Emilio Cigoli in L'immortale
- Luciano Melani in  Colombo
- Guido De Salvi in Ellery Queen
- Sergio Fiorentini in Charlie's Angels
- Elia Iezzi in Wonder Woman
- Stefano De Sando in Hawaii Squadra Cinque Zero (ridoppiaggio)